# Zuera
Zuera (antigament en català Suera) és un municipi de l'Aragó situat a la província de Saragossa i enquadrat a la comarca de Saragossa.

## Demografia
| 1900 | 1910 | 1920 | 1930 | 1940 | 1950 | 1960 | 1970 | 1981 | 1991 | 2001 | 2006 |
| ---- | ---- | ---- | ---- | ---- | ---- | ---- | ---- | ---- | ---- | ---- | ---- |
| 2471 | 2825 | 3598 | 3860 | 4420 | 4793 | 5340 | 5122 | 5168 | 5294 | 5640 | 6424 |

## Personatges il·lustres
- Odón de Buen y del Cos, fundador de l'oceanografia espanyola.
- Cristóbal Colón Palasí, fundador de la cooperativa La Fageda.